# Dan Beery
Dan Beery, ameriški veslač, * 4. januar 1975.
Beery je z ameriškim osmercem na Poletnih olimpijskih igrah 2004 v Atenah osvojil zlato medaljo.. Čas 5:19,85, ki ga je dosegel čoln je bil takrat nov svetovni rekord.